# Nouvelle-Aquitaine
Nouvelle-Aquitaine ([nuvɛl‿akiˈtɛn], okzitanisch Nòva Aquitània, baskisch Akitania Berria, deutsch sinngemäß „Neu-Aquitanien“) ist eine französische Region, die am 1. Januar 2016 durch den Zusammenschluss der bisherigen Regionen Aquitanien (Aquitaine), Limousin und Poitou-Charentes unter dem vorläufigen Namen Aquitaine-Limousin-Poitou-Charentes entstand, der aus den Namen der Vorgänger-Regionen gebildet war. Den definitiven Namen Nouvelle-Aquitaine erhielt die Region am 1. Oktober 2016 durch einen Beschluss des Regionalrats vom 27. Juni.
Nouvelle-Aquitaine ist mit 84.061 Quadratkilometern knapp vor Französisch-Guayana die größte Region und hat 6.113.384 Einwohner (Stand: 1. Januar 2022), womit sie die viertgrößte Region nach der Einwohnerzahl ist. Sie unterteilt sich in die zwölf Départements Charente, Charente-Maritime, Corrèze, Creuse, Deux-Sèvres, Dordogne, Gironde, Haute-Vienne, Landes, Lot-et-Garonne, Pyrénées-Atlantiques und Vienne. Sie grenzt (im Uhrzeigersinn) an die Regionen Pays de la Loire, Centre-Val de Loire, Auvergne-Rhône-Alpes, Okzitanien sowie an Spanien.
Verwaltungssitz der Region ist Bordeaux.

## Städte
Die bevölkerungsreichsten Städte der Region Nouvelle-Aquitaine sind:
| Stadt              | Einwohner (Stand: 2022) | Département          |
| ------------------ | ----------------------- | -------------------- |
| Bordeaux           | 265.328                 | Gironde              |
| Limoges            | 129.754                 | Haute-Vienne         |
| Poitiers           | 89.472                  | Vienne               |
| La Rochelle        | 79.961                  | Charente-Maritime    |
| Pau                | 78.620                  | Pyrénées-Atlantiques |
| Mérignac           | 77.136                  | Gironde              |
| Pessac             | 66.874                  | Gironde              |
| Niort              | 60.074                  | Deux-Sèvres          |
| Bayonne            | 53.312                  | Pyrénées-Atlantiques |
| Brive-la-Gaillarde | 46.769                  | Corrèze              |

## Politik

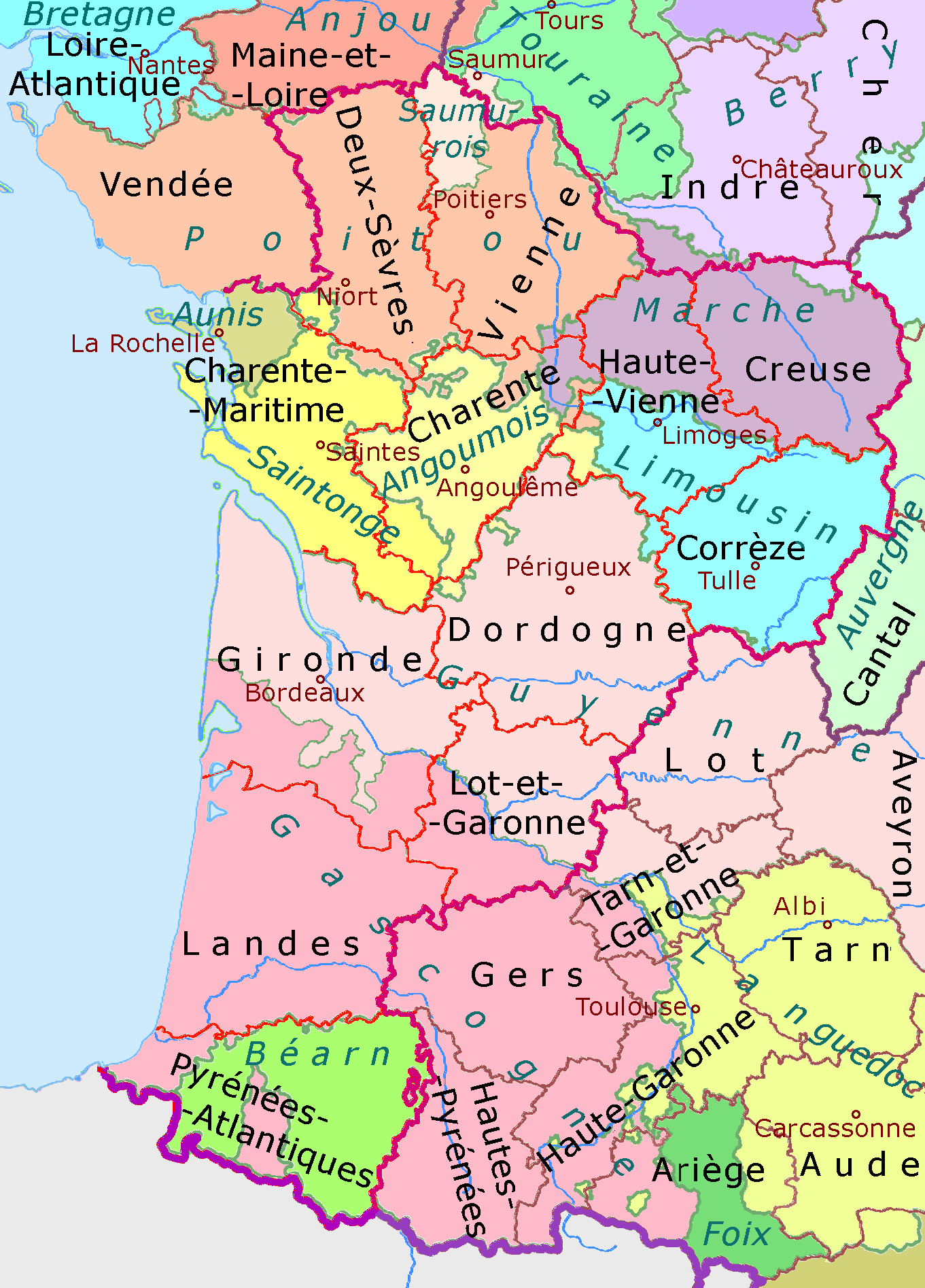
Die Region Nouvelle Aquitaine und angrenzendes Gebiet vor dem Hintergrund der Provinzen des Ancien Régime

### Politische Gliederung
Die Region Nouvelle-Aquitaine untergliedert sich in zwölf Départements:
| OZ  | = Ordnungszahl des Départements | Arr.  | = Anzahl der Arrondissements  | Gem. | = Anzahl der Gemeinden |
| W   | = Wappen des Départements       | Kant. | = Anzahl der Kantone          |      |                        |
| ISO | = ISO-3166-2-Code               | G.V.  | = Anzahl der Gemeindeverbände |      |                        |

| OZ     | W                                            | Département          | Präfektur      | ISO    | Arr. | G.V. | Kant. | Gem.  | Einwohner 1. Januar 2022 | Fläche (km²) | Dichte (Einw./km²) |
| ------ | -------------------------------------------- | -------------------- | -------------- | ------ | ---- | ---- | ----- | ----- | ------------------------ | ------------ | ------------------ |
| 16     | Wappen des Départements Charente             | Charente             | Angoulême      | FR-16  | 3    | 9    | 19    | 359   | 351.603                  | 5.955,99     | 59                 |
| 17     | Wappen des Départements Charente-Maritime    | Charente-Maritime    | La Rochelle    | FR-17  | 5    | 13   | 27    | 462   | 668.160                  | 6.848,15     | 98                 |
| 19     | Wappen des Départements Corrèze              | Corrèze              | Tulle          | FR-19  | 3    | 10   | 19    | 277   | 240.120                  | 5.856,83     | 41                 |
| 23     | Wappen des Départements Creuse               | Creuse               | Guéret         | FR-23  | 2    | 10   | 15    | 255   | 115.529                  | 5.565,38     | 21                 |
| 24     | Wappen des Départements Dordogne             | Dordogne             | Périgueux      | FR-24  | 4    | 22   | 25    | 503   | 416.325                  | 9.060,01     | 46                 |
| 33     | Wappen des Départements Gironde              | Gironde              | Bordeaux       | FR-33  | 6    | 28   | 33    | 534   | 1.674.980                | 9.975,61     | 168                |
| 40     | Wappen des Départements Landes               | Landes               | Mont-de-Marsan | FR-40  | 2    | 18   | 15    | 327   | 428.427                  | 9.242,60     | 46                 |
| 47     | Wappen des Départements Lot-et-Garonne       | Lot-et-Garonne       | Agen           | FR-47  | 4    | 12   | 21    | 319   | 332.226                  | 5.360,91     | 62                 |
| 64     | Wappen des Départements Pyrénées-Atlantiques | Pyrénées-Atlantiques | Pau            | FR-64  | 3    | 10   | 27    | 545   | 699.473                  | 7.644,76     | 91                 |
| 79     | Wappen des Départements Deux-Sèvres          | Deux-Sèvres          | Niort          | FR-79  | 3    | 8    | 17    | 252   | 375.415                  | 5.999,35     | 63                 |
| 86     | Wappen des Départements Vienne               | Vienne               | Poitiers       | FR-86  | 3    | 7    | 19    | 265   | 438.688                  | 6.990,44     | 63                 |
| 87     | Wappen des Départements Haute-Vienne         | Haute-Vienne         | Limoges        | FR-87  | 3    | 13   | 21    | 195   | 372.438                  | 5.520,13     | 67                 |
| Gesamt | Gesamt                                       | Gesamt               | Gesamt         | Gesamt | 41   | 156  | 258   | 4.293 | 6.113.384                | 84.749,10    | 72                 |

|  |  |  |

### Regionalrat
Ergebnis der Wahl des Regionalrates vom 13. Dezember 2015:
- Liste Alain Rousset (Union de la Gauche aus PS, PRG, EELV und FG): 44,27 % = 1.037.330 Stimmen, 107 Sitze
- Liste Virginie Calmels (Union de la Droite aus LR, UDI und MoDem): 34,06 % = 798.142 Stimmen, 47 Sitze
- Liste Jacques Colombier (FN): 21,67 % = 507.770 Stimmen, 29 Sitze

## Partnerschaft
Mit dem Land Hessen besteht seit 1995 eine offizielle Partnerschaft. Zunächst mit Aquitaine, seit der Fusion Anfang 2016 zur Nouvelle-Aquitaine wird diese weitergeführt. Darüber hinaus sind 21 Gemeinden beider Partnerregionen miteinander verschwistert.
Der Bezirk Mittelfranken schloss 1981 als erste Region in Bayern eine Partnerschaft mit dem Département Haute-Vienne in Frankreich; in den Jahren danach folgten entsprechende Vereinbarungen mit den beiden Nachbardépartements Creuse und Corrèze. Dies mündete 1995 in eine Partnerschaft zwischen der (Gesamt-)Region Limousin und dem Bezirk Mittelfranken. Diese Partnerschaft besteht heute zwischen Mittelfranken und Nouvelle-Aquitaine.